# Morita Sōhei

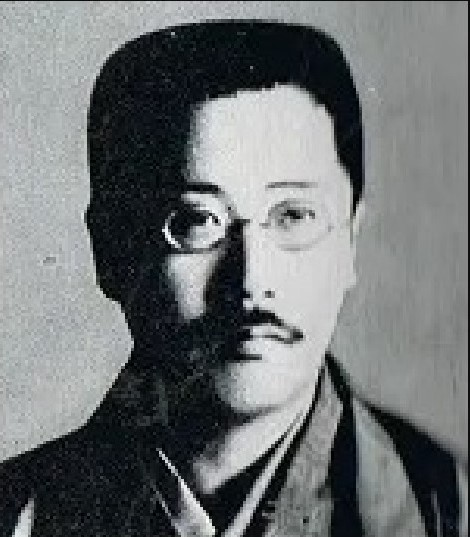
Morita Sōhei

Morita Sōhei (japanisch 森田 草平, Vorname eigentlich Yonematsu; geboren 19. März 1881 im Dorf Sagiyama, Kreis Katagata (heute kreisfreie Stadt Gifu), Präfektur Gifu; gestorben 14. Dezember 1949 in der Präfektur Nagano) war ein japanischer Schriftsteller und Übersetzer.

## Leben und Wirken
Morita Sōhei machte seinen Studienabschluss an der Universität Tokio im Fach Englische Literaturwissenschaft. Anschließend bildete er sich unter dem Schriftsteller Natsume Sōseki weiter. Nach dem Selbstmordversuch von Hiratsuka Raichō schützte ihn Sōseki, so dass er die Möglichkeit hatte, seinen autobiografischen Roman „Baien“ (煤煙) – „Rauch“ – 1909 in der Zeitung „Tokyo Asahi Shimbun“ 1909  zu veröffentlichen. Damit wurde er in der literarischen Welt bekannt.
Während Morita mit Komiya Toyotaka (1884–1966) die von Sōseki betreute „Asahi Literary Column“ (朝日文芸欄, Asahi bungei ran) herausgab, vollendete er 1911 die Fortsetzung von „Rauch“, nämlich seine „Autobiographie“ (自叙伝, Jijoden), und im selben Jahr „Hatsu koi“ (初恋) – „Erste Liebe“. Er begann weiter zu schreiben und publizierte 1912  „Jūjigai“ (十字街) – „Kreuzweg“. Aber es gab nur wenige bemerkenswerte Werke, so dass er sich nach und nach dem Übersetzen zuwandte. So übersetzte er Henrik Ibsens „Die Wildente“ passend als „Nogamo“ (野鴨) und „Die Dämonen“ von Dostojewski unter dem Titel „Akuryō“ (悪霊).
1925 löste Morita mit dem Meisterwerk „Rinne“ (輪廻) – „Seelenwanderung“ sein Problem mit einer Autobiografie, das ihn seit seiner Jugend gequält hatte. Dann erschloss er sich ein neues Feld mit historischen Romanen wie „Kirake no hitobito“ (吉良家の人々) – „Personen der Familie Kira“ 1929, „Toyotomi Hideyoshi“ 1941 bis 1942 und „Hosokawa Garashiya fujin“ (細川ガラシヤ夫人) – „Hosokawa Gracia“ 1950.
Sein ganzes Leben lang betrachtete Morita sich als „Sōsekis ewiger Schüler“. Nach dem Zweiten Weltkrieg trat er der Kommunistischen Partei Japans bei, ein Schritt, der viel diskutiert wurde.